# Субдурални емпијем
Субдурални емпијем  јесте накупљање гнојног садржаја између можданих опне: дуре матер и арахноидалне материје.

## Епидемиологија

### Фреквенција
Субдурални емпијем чини 15-22% фокалних интракранијалних инфекција. Синуситис је најчешћи предиспонирајући фактор у развијеном свету. Међутим, упала средњег уха и мастоидитис су најчешћи предиспонирајући услови.
Учесталост је слична на глобалном нивоу.

### Морталитет/морбидитет
У ери пре антибиотика, стопа морталитета се приближила 100%; ово још увек може бити случај у земљама у развоју.
У развијеном свету, стопа морталитета се значајно побољшала: износи око 6–35% (варира у зависности од области и болница); међутим, око 55% пацијената има неуролошке дефиците у време отпуштања из болнице.
Стопа морталитета је наставила да опада због ране дијагнозе и лечења, тачније локализације помоћу ЦТ скенирања главе, ране дренаже синуса и препознавања истакнуте улоге анаеробних патогена у болести.
Висока инциденција морбидитета (неуролошких дефицита) приписује се кратком периоду праћења и ниској стопи морталитета. Болесници са теђким обликом болести који би умрли у прошлости сада преживљавају са дефицитима.

### Демографија везана за пол и узраст
Субдурални емпијем је чешћи код мушкараца, који могу чинити до 80% случајева. Разлог за ову превласт је непознат. Једна теорија је да нормалан развој параназалних синуса код мушкараца доводи до анатомских разлика које их предиспонирају за понављајући синуситис.
Субдурални емпијем се може јавити у било ком животном добу, али око две трећине пацијената је старости од 10 до 40 година.

## Етиологија и патогенеза
Најчешће се јавља у 2. и 3. деценији живота као последица инфекција у пределу лица. Јавља се као компликација
- упале параназалних синуса  у више од 50% случајева,[4]

- упале уха или повреде главе у око 30% случајева,
- запаљења мождане овојнице,[2]
- мастоидног процеса,[5]
- упале костију
- изазвана дисеминацијом инфекције хематогеним путем (у мање од 5% случајева).[6] Инфекција се најчешће шири венским системом, мада је могуће и пер континуитатем.[6]

Најчешћи етиолошки фактори инфекције су:
- стрептококи (аеробни у 35%, анаеробни у 10%)
- стафилококус ауреус (у 10% случајева)
- аеробни грам-негативни бацили (у 10%  случајева)
- стафилококус епидермидис (око 2%  случајева)

## Клинички слика
Недавна историја (< 2 недеље):
- синуситиса,[7]

- упале средњег уха,
- мастоидитиса,
- менингитиса,
- операције лобање
- трауме,
- операције синуса
- плућне инфекције.

У првом периоду болести, симптоми су неспецифични и обично су ограничени на два симптома:
- главобоља - u почетку је фокусна, а касније генерализована
- грозница - температура изнад 38 °C

У каснијем периоду се јављају се карактеристични симптоми за ову болест, као што су:
- мучнина и повраћање
- менингеални симптоми
- жаришни симптоми (тек при крају када се накупи већа количина гноја између можданица),  конфузија, поспаност, ступор или кома

- Хемипареза или хемиплегија

- Замагљен вид (амблиопија)

- Потешкоће у говору (дисфазија)

## Дијагноза
Поуздана дијагноза се може поставити на основу карактеристичне слике компјутеризоване томографије или нуклеарне магнетне резонанце . Треба нагласити да у приближно 25% случајева ови тестови не показују промене на ЦНС- у. Тек поновљена магнетна резонанца након примене гадолинија повећава осетљивост ових тестова и на тај начин омогућава постављање тачне дијагнозе.

## Терапија
Дренажа емпијема је индикована када дебљина емпијема прелази 9 милиметара, мада о томе треба размишљати и када је лезија мања.
Лечење укључује и три антибиотика који се примењују интравенозно у максималним дозама:
- пеницилин Г (када је етиолошки фактор МРСА - ванкомицин),
- цефалоспорин треће генерације
- метронидазол .

Антибиотике треба користити 2–4 недеље након хируршког лечења и 6–8 недеља у случају конзервативног лечења.
Примењују се симптоматско лечење (антиепилептички лекови и лекови против отока) и рехабилитација.

## Прогноза
Што се болест касније дијагностикује, већи је ризик од трајних неуролошких дефицита ( епилепсија , пареза , афазија ) упркос излечењу емпијема.
Стопа морталитета је приближно 40%.

## Литерату
- Dwarakanath S, Suri A, Mahapatra AK. Spontaneous subdural empyema in falciparum malaria: a case study. J Vector Borne Dis. 2004 Sep-Dec. 41(3-4):80-2.
- Foerster, B. R.; Thurnher, M. M.; Malani, P. N.; Petrou, M; Carets-Zumelzu F; Sundgren PC (октобар 2007). „Intracranial infections: clinical and imaging characteristics”. Acta Radiologica. 48 (8): 875—93.
- Hall, W. A.; Truwit, C. L. (фебруар 2008). „The surgical management of infections involving the cerebrum”. Neurosurgery. 62 (Supplement 2): 519—30.
- Krauss, W. E.; McCormick, P. C. (април 1992). „Infections of the dural spaces”. Neurosurg Clin N Am. 3 (2): 421—33.
- Mauser, H. W.; Van Houwelingen HC, Tulleken CA (септембар 1987). „Factors affecting the outcome in subdural empyema”. Journal of Neurology, Neurosurgery, and Psychiatry. 50 (9): 1136—41.
- Migirov, L.; Eyal, A.; Kronenberg, J. (2004 Sep-Oct). „Intracranial complications following mastoidectomy”. Pediatric Neurosurgery. 40 (5): 226—9. Проверите вредност парамет(а)ра за датум: |date= (помоћ).
- Moorthy RK, Rajshekhar V. Intracranial Abscess. Neurosurg Focus. 2008. 24 (6):E3.